# Strzelniki
Strzelniki [stʃɛlˈɲikʲ] (deutsch Strzelnicken, 1930 bis 1945 Schützenau) ist eine Ortschaft innerhalb  der Stadt- und Landgemeinde Orzysz (Arys) in Masuren. Es liegt 7 km östlich von Orzysz im Powiat Piski (Kreis Johannisburg), Woiwodschaft Ermland-Masuren in Polen.

## Geographische Lage
Strzelniki liegt südlich des Strzelnicker Sees (1930 bis 1945: Schützenauer See, polnisch Jezioro Strzelniki) im südlichen Osten der Woiwodschaft Ermland-Masuren. Die Kreisstadt Pisz (Johannisburg) ist 25 Kilometer in südwestlicher Richtung entfernt.

## Geschichte
1487 wurde das nach 1912 Strzelniken und bis 1930 Strzelnicken genannte Dorf als Freidorf vom Deutschen Orden nach Magdeburger Recht gegründet. Zwischen 1874 und 1945 war es in den Amtsbezirk Wiersbinnen (polnisch Wierzbiny) eingegliedert, der – 1938 in „Amtsbezirk Stollendorf“ umbenannt – zum Kreis Johannisburg im Regierungsbezirk Gumbinnen (ab 1905: Regierungsbezirk Allenstein) in der preußischen Provinz Ostpreußen gehörte. Im Jahre 1910 zählte Strzelniken 485 Einwohner.
Aufgrund der Bestimmungen des Versailler Vertrags stimmte die Bevölkerung im Abstimmungsgebiet Allenstein, zu dem Strzelnicken gehörte, am 11. Juli 1920 über die weitere staatliche Zugehörigkeit zu Ostpreußen (und damit zu Deutschland) oder den Anschluss an Polen ab. In Strzelnicken stimmten 300 Einwohner für den Verbleib bei Ostpreußen, auf Polen entfielen keine Stimmen.
Am 28. Juli 1930 erfolgte die Umbenennung Strzelnickens in „Schützenau“. 1933 waren hier 403 Einwohner registriert, 1939 waren es 415. In Kriegsfolge kam das Dorf 1945 mit dem gesamten südlichen Ostpreußen zu Polen und erhielt die polnische Namensform „Strzelniki“. Heute ist es Sitz eines Schulzenamtes (polnisch Sołectwo), das auch für den Nachbarort Kamieńskie (Kaminsken, 1938 bis 1945 Erlichshausen) zuständig ist. Somit ist Strzelniki eine Ortschaft im Verbund der Stadt- und Landgemeinde Orzysz (Arys) im Powiat Piski (Kreis Johannisburg), bis 1998 der Woiwodschaft Suwałki, seither der Woiwodschaft Ermland-Masuren zugeordnet.

## Kirche
Bis 1945 war Strzelnicken resp. Schützenau in die evangelische Kirche Arys in der Kirchenprovinz Ostpreußen der Kirche der Altpreußischen Union sowie in die römisch-katholische Herz-Jesu-Kirche Arys im damaligen Bistum Ermland eingepfarrt.
Heute gehört Strzelniki katholischerseits weiterhin zu Orzysz, das jetzt in das Bistum Ełk der Römisch-katholischen Kirche in Polen eingegliedert ist. Die evangelischen Einwohner halten sich zur Pfarrei in Pisz (deutsch Johannisburg) in der Diözese Masuren der Evangelisch-Augsburgischen Kirche in Polen.

## Verkehr
Strzelniki liegt nördlich der viel befahrenen polnischen Landesstraße 16 (einstige deutsche Reichsstraße 127) und ist von dort aus auf der Nebenstraße 1704N nach Rostki Skomackie (Rostken, Ksp. Klaussen) erreichbar. Eine Bahnanbindung besteht nicht.